# Territori de Colorado

Un mapa del Territori de Colorado (1860), dibuixat sobre dels territoris de Utah, Nebraska, Kansas i Nou Mèxic.

Colorado va ser un territori organitzat incorporat als Estats Units que va existir del 28 de febrer de 1861 a l'1 d'agost de 1876, quan va ser admès dins la Unió com l'Estat de Colorado. Es va crear durant la quimera de l'or del comtat de Pike's Peak (1858–1861), que va dur la primera gran concentració de campaments de "blancs" a la regió, tot i que no va ser aprovada i signada fins al 28 de febrer de 1861, durant les secessions dels estats del sud que van precipitar la Guerra Civil.
El nou territori comprenia a l'est la porció occidental del Territori de Kansas, part del sud-oest del Territori de Nebraska i una petita porció del nord-est del Territori de Nou Mèxic, i a l'oest gran part de la part oriental del Territori de Utah, controlada fortament pels ute i els xoixons. Les Planes de l'Est estaven molt més vaguement sota el control dels xeiene, els arapaho, els pawnee, els comanxes i els kiowes. Deu dies abans de l'establiment del territori, els arapaho i els xeienes van acordar amb els Estats Units (la Unió) d'abandonar la majoria de les seves àrees a les planes per a permetre fer-hi campaments "blancs", i se'ls va permetre viure en les seves àrees tradicionals més grans mentre toleréssin els assentaments prop dels seus camps; a finals de la Guerra Civil (1865), però, la presència de nadius nord-americans havia estat en bona part eliminada de les Altes Planes.